# Final da Copa da UEFA de 1975–76
A Final da Copa da UEFA de 1975-76 foi vencida pelo Liverpool sobre o Club Brugge pelo placar agregado de 4-3. Após vitória de virada por 3-2 em Liverpool, o time da Inglaterra foi para a Bélgica empatou com o time da casa pelo placar de 1-1, se sagrando campeão da Copa da UEFA de 1975-76.

## Detalhes

### Primeiro Jogo
| 28 de Abril | Liverpool                                  | 3 – 2 | Club Brugge            | Anfield, Liverpool                         |
|             | Kennedy 59' · Case 61' · Keegan 65' (pen.) |       | Lambert 5' · Cools 15' | Público: 50,188 Árbitro: Ferdinand Biwersi |

| Liverpool | Club Brugge |

| LIVERPOOL:     |    |                  |  |     |
|                |    |                  |  |     |
| GK             | 1  | Ray Clemence     |  |     |
| RB             | 2  | Phil Neal        |  |     |
| LB             | 3  | Tommy Smith      |  |     |
| CB             | 4  | Phil Thompson    |  |     |
| LM             | 5  | Ray Kennedy      |  |     |
| CB             | 6  | Emlyn Hughes     |  |     |
| ST             | 7  | Kevin Keegan     |  |     |
| ST             | 8  | David Fairclough |  |     |
| RM             | 9  | Steve Heighway   |  |     |
| ST             | 10 | John Toshack     |  | 46' |
| CM             | 11 | Ian Callaghan    |  |     |
| Substituições: |    |                  |  |     |
| MF             | 12 | Jimmy Case       |  | 46' |
| Técnico:       |    |                  |  |     |
| Bob Paisley    |    |                  |  |     |

| BRUGGE:        |    |                   |
|                |    |                   |
| GK             | 1  | Birger Jensen     |
| RB             | 2  | Fons Bastjins     |
| CB             | 3  | Eddie Krieger     |
| CB             | 4  | Georges Leekens   |
| LB             | 5  | Jos Volders       |
| MF             | 6  | Julien Cools      |
| MF             | 7  | René Vandereycken |
| MF             | 8  | Daniel De Cubber  |
| FW             | 9  | Roger van Gool    |
| FW             | 10 | Raoul Lambert     |
| FW             | 11 | Ulrik Le Fevre    |
| Substituições: |    |                   |
| Técnico:       |    |                   |
| Ernst Happel   |    |                   |

### Segundo Jogo
| 19 de Maio | Club Brugge | 1 – 1 | Liverpool  | Estádio Jan Breydel, Bruges            |
|            | Lambert 11' |       | Keegan 15' | Público: 29,423 Árbitro: Rudi Glöckner |

| Club Brugge | Liverpool |

| BRUGGE:        |    |                   |  |     |
|                |    |                   |  |     |
| GK             | 1  | Birger Jensen     |  |     |
| RB             | 2  | Fons Bastjins     |  |     |
| CB             | 3  | Eddie Krieger     |  |     |
| CB             | 4  | Georges Leekens   |  |     |
| LB             | 5  | Jos Volders       |  |     |
| MF             | 6  | Julien Cools      |  |     |
| MF             | 7  | René Vandereycken |  |     |
| MF             | 8  | Daniel De Cubber  |  | 68' |
| FW             | 9  | Roger van Gool    |  |     |
| FW             | 10 | Raoul Lambert     |  | 75' |
| FW             | 11 | Ulrik Le Fevre    |  |     |
| Substituições: |    |                   |  |     |
| FW             | 14 | Dirk Hinderyckx   |  | 68' |
| MF             | 15 | Dirk Sanders      |  | 75' |
| Técnico:       |    |                   |  |     |
| Ernst Happel   |    |                   |  |     |

| LIVERPOOL:     |    |                  |  |     |
|                |    |                  |  |     |
| GK             | 1  | Ray Clemence     |  |     |
| RB             | 2  | Phil Neal        |  |     |
| LB             | 3  | Tommy Smith      |  |     |
| CB             | 4  | Phil Thompson    |  |     |
| LM             | 5  | Ray Kennedy      |  |     |
| CB             | 6  | Emlyn Hughes     |  |     |
| ST             | 7  | Kevin Keegan     |  |     |
| ST             | 8  | David Fairclough |  |     |
| RM             | 9  | Steve Heighway   |  |     |
| ST             | 10 | John Toshack     |  | 62' |
| CM             | 11 | Ian Callaghan    |  |     |
| Substituições: |    |                  |  |     |
| FW             | 12 | David Fairclough |  | 62' |
| Técnico:       |    |                  |  |     |
| Bob Paisley    |    |                  |  |     |

| Campeão             |
| ------------------- |
| LIVERPOOL 2º titulo |